# Байя (Сучава)
Байя (нем. Stadt Molde/Moldenmarkt, венг. Moldvabánya, лат. Civitas Moldaviae) — коммуна в уезде Сучава, Западная Молдавия, Румыния с населением 6793 человека (по данным переписи 2002 года). Состоит из двух деревень, Байя и Богата. Расположена на реке Молдова, была одним из первых городских поселений в исторической Молдавии.

## Название
Румынское baia и венгерское bánya означают «шахта». Археологи находили следы железного шлака и угля, но те относились лишь к короткому периоду до 14 века, до прихода колонистов. Возможно, что название происходит от термина Баня (от титула бан). Байя впервые упоминается в летописи Нестора под именем Баня.
Ещё одним названием поселка было Тыргул Молдовей, что означает «рынок на реке Молдова». Венгерское название посёлка — Moldvabánya, «молдавская шахта». У посёлка также было латинское название Civitas Moldaviae, обнаруженное на ранней печати города.

## История

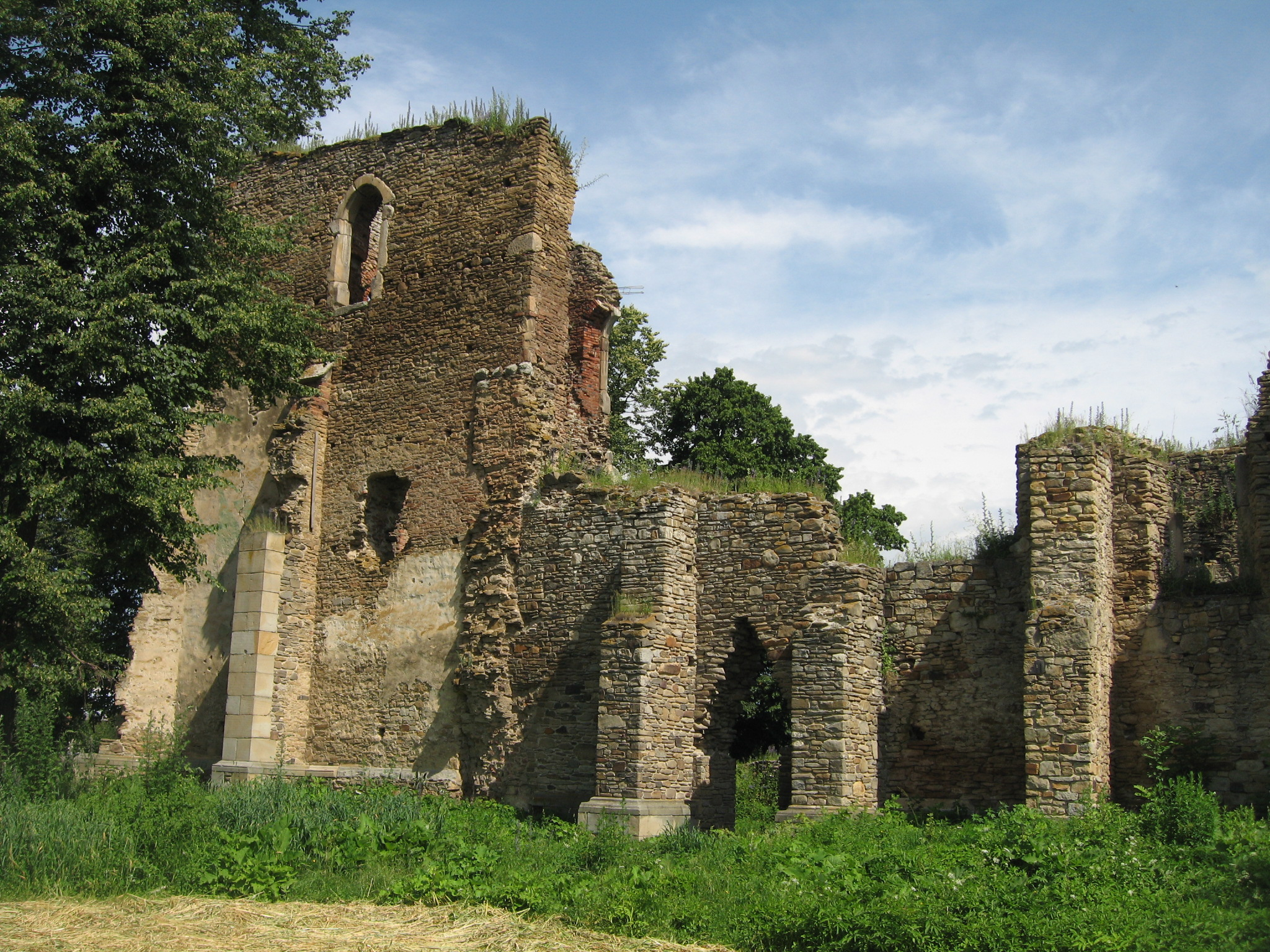
Руины местного римско-католического собора начала XV века, построенного трансильванскими саксонскими колонистами.

Поселение в Байе существовало с 13 века, но первые письменные свидетельства относятся к следующему столетию. Возможно, что в польском документе город упоминается в 1335 году, где числится некий купец по имени «Алекса Молдаович» (то есть Алекса из города Молдавии), а следующий раз — в 1345 году, когда Байя внесена в список городов францисканских миссионеров.
Именно через Байю прошла армия короля Венгрии Людовика I при завоевании региона около 1345—1347 годов. Есть свидетельства большого пожара середины 14 века, обнаруженного археологами и связанного с этим завоеванием.
Ранние молдавские хроники помещают первую столицу Молдавского княжества в Байю, но это была лишь временная столица. Вскоре двор был перенесен в Сирет, а Байя даже не была уездным центром ко времени Богдана I Молдавского.

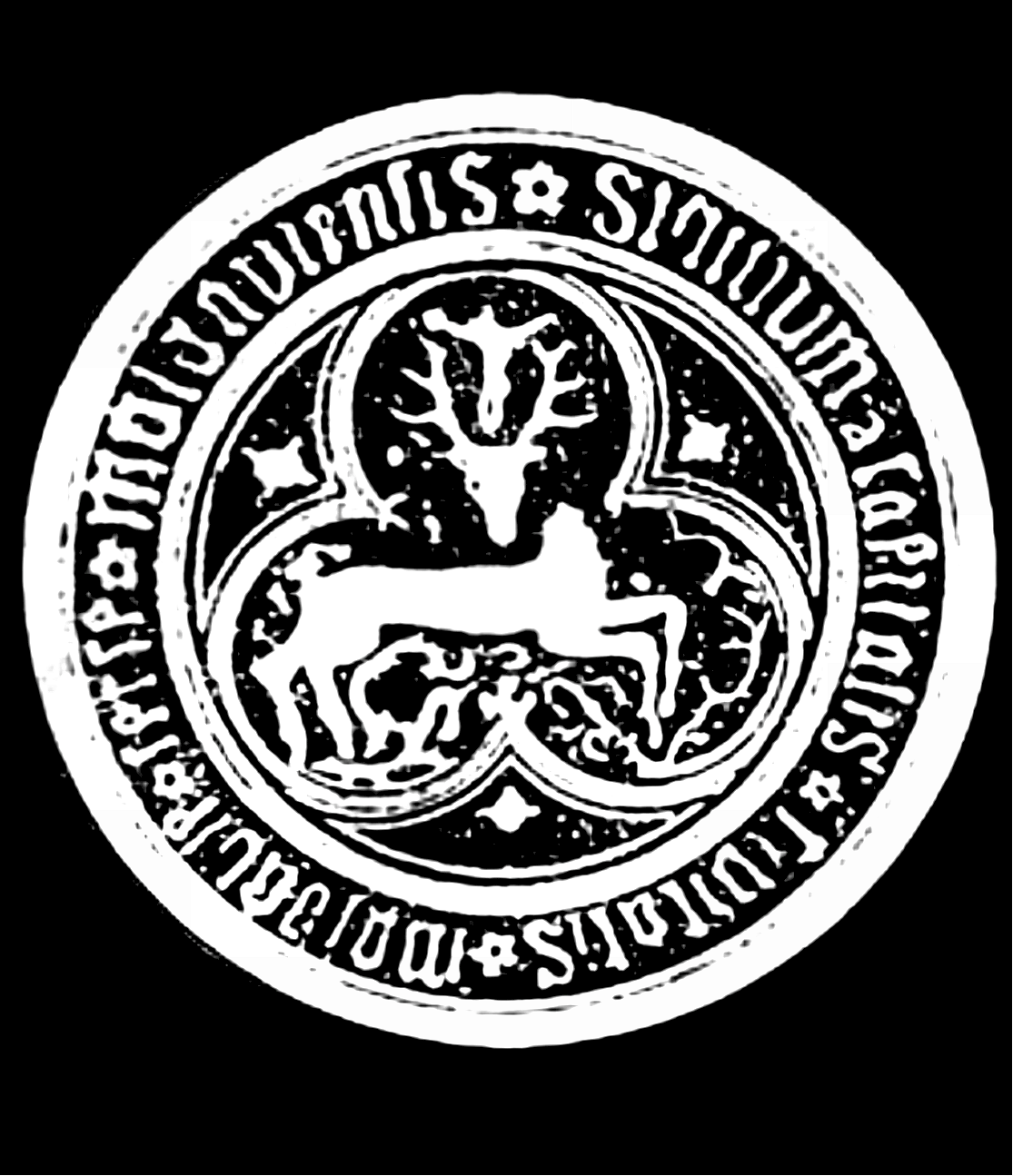
Печать XIV века из Байи, напоминающая легенду о Святом Губерте.

После венгерского завоевания в городе поселились колонисты из Трансильвании, что привело к урбанизации поселения, получившего особый статус. Согласно летописцу Григоре Уреке, рынок в Байе был основан «немецкими гончарами». Местность, где поселились колонисты, была реорганизована: построена деревянная церковь и центральный рынок, вокруг которого разбиты земельные участки.
К 1400 году жители города имели уровень жизни, аналогичный городским районам Трансильвании: дома отапливались печками, а городские улицы были вымощены речным гравием. Город защищал деревянный частокол, сгоревший в 1467 г.
Точный этнический состав горожан неизвестен, но в нескольких документах 15 века говорится о «саксах в Байе». Пыргари города имели коллективную собственность на мельницы, в отличие от других молдавских городов, где мельницы находились в частной собственности. Пыргари (местный совет) и шолтузы (мэры) первоначально избирались из немцев, но со временем эта традиция изменилось, и в документе 1586 года только половина пыргарей имела немецкие или венгерские имена, а другая половина имела румынские имена, в том числе шолтуз.
В 1467 году Матьяш Корвин начал поход против Штефана Великого, который ранее завоевал крепость Килия, ранее принадлежавшую Венгрии. Во время кампании Матьяша его армии подожгли молдавские города Тротуш, Бакэу, Роман и Нямц, но он пощадил город Байя, в центре которого поселился в укрепленном каменном доме. Штефан чел Маре атаковал и сжег город в ночь на 15 декабря 1467 года, в преддверии битвы у Байи.
Город пришел в упадок после начала протестантской Реформации и гонений на католиков в 16 веке. Католики Байи перешли в протестантизм, а последний епископ Байи зарегистрирован в 1523 году. Город Сучава перенял прежнюю роль Байи в торговле, и последний снова превратился в обычную деревню, какой и является сегодня.